# Informationsbyrån
Informationsbyrån forkortet IB var en hemmelig svensk efterretningstjeneste i den svenske hær. Dens to primære formål var at være bindeled mellem udenlandske efterretningstjenester og at indsamle information om kommunister og andre individer, der blev opfattet som en trussel mod nationen. 
Efterretningstjenesten oprettet i 1965, hvor den erstattede T-kontoret, og den fungerede frem til 1978, hvor den blev opløst efter afsløringen af Informationsbyråns operationer, der blev kendt som IB-affären. Den blev ledet af Birger Elmér.